# کارن هورنای
کارن هورنای (آلمانی: Karen Horney؛ زاده ۱۶ سپتامبر ۱۸۸۵ - درگذشته ۴ دسامبر ۱۹۵۲) یک روانکاو آلمانی پیرو مکتب فروید بود. تبار هورنای در اصل نروژی و هلندی بود.
کارن هورنای بسیاری از نظریات فروید، از جمله نظریه معروف «غریزهٔ جنسی» او را رد می‌کند. وی برخلاف فروید که علت اساسی بیماری‌های روانی را سرکوب نمودن تمایلات غریزی و از همه مهم‌تر غرایز جنسی می‌داند، معتقد است که بیماری‌های روانی حاصل روابط خشن و ناهنجار افراد محیط با کودک است.
فروید در مقاله توضیحات، کاربردها و راهکارها، ۱۹۳۳، می‌گوید: «این تقریباً ویژگی جهان‌شمول این «جنبش‌های جدایی‌طلبانه» است که هر یک جزئی از گنجینه موضوعات روانکاوی را برمی‌دارد و خود را بر اساس این قاپیدن مستقل می‌کند – با انتخاب برای مثال غریزهٔ غلبه یا تعارض اخلاقی یا [اهمیت] مادر یا ژنیتال و از این قبیل.»

## پیشینه
کارن هورنای در ۱۶ سپتامبر سال ۱۸۸۵ در آلمان متولد شد. تحصیلات خود را در پزشکی و روان‌پزشکی در همان‌جا به پایان رساند. در سال ۱۹۳۲ به ایالات متحده مهاجرت کرد و به عنوان استاد دانشگاه در رشتهٔ روانکاوی مشغول به تدریس شد. در ضمن با همکاری عده‌ای از همکاران و شاگردان خود مؤسسه‌ای به نام «مؤسسه روانکاوی هورنای» در نیویورک دایر کرد که هم‌اکنون شاگردان او این مؤسسه را اداره می‌کنند.
کارن هورنای در چهارم دسامبر سال ۱۹۵۲ در ایالات متحده درگذشت.

## تألیفات
- راه های نو در روانکاوی (1936)، ترجمهٔ اکبر تبریزی
- شخصیت عصبی زمانهٔ ما (۱۹۳۷)، ترجمهٔ محمدجعفر مصفا[۲]
- خودکاوی (۱۹۴۲)، ترجمهٔ کامبیز پارسای (انتشارات بهجت) و محمدجعفر مصفا (انتشارات بهجت)
- تضادهای درونیِ ما (۱۹۴۵)، ترجمهٔ محمدجعفر مصفا
- عصبیت و رشد آدمی (۱۹۵۰)، ترجمهٔ محمدجعفر مصفا
- روان‌شناسی زنان (۱۹۶۷)، ترجمهٔ محمدحسین سروری